# Cymodoce uncinata
Cymodoce uncinata là một loài chân đều trong họ Sphaeromatidae. Loài này được Stebbing miêu tả khoa học năm 1902.